# Marjorie Jackson
Marjorie Jackson (Coffs Harbour, Nueva Gales del Sur, Australia; 13 de septiembre de 1931) Atleta australiana especialista en pruebas de velocidad que fue campeona olímpica de 100 y 200 metros en los Juegos de Helsinki 1952 y batió varios récords mundiales.

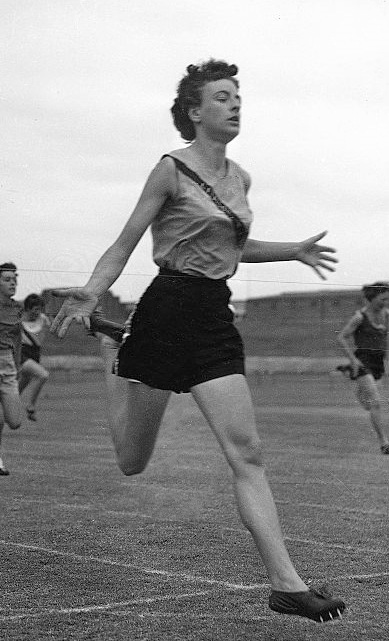
Jackson en Helsinki 1952

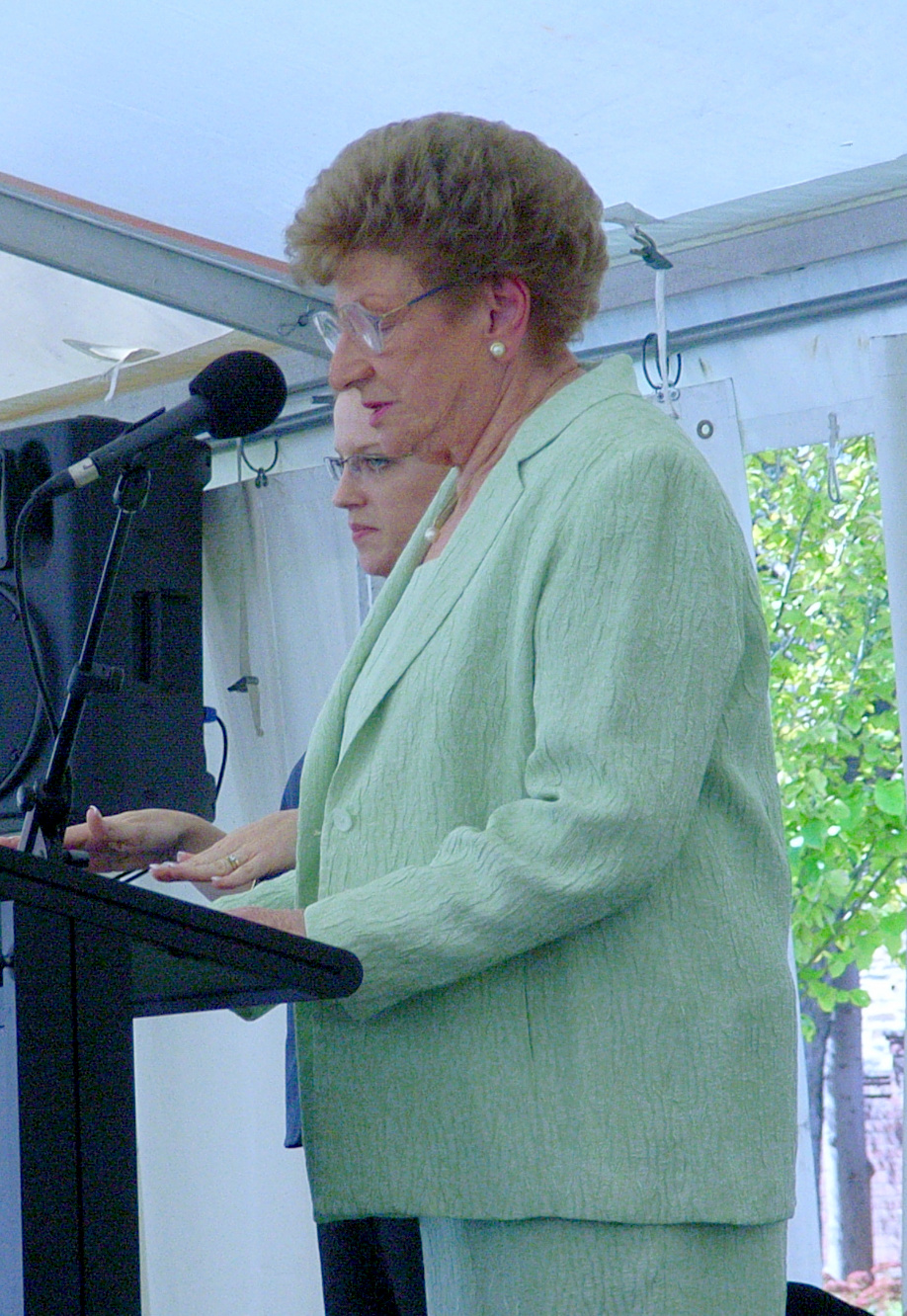
Jackson como gobernadora de Australia del Sur en 2007

Era conocida como «The Ligthgow Flash», haciendo un juego de palabras ya que Lightgow es el nombre de la localidad donde se crio, a unos 200 km al oeste de Sídney.
En los Juegos de la Commonwealth de Auckland 1950 ganó cuatro medallas de oro en 100 m, 200 m, relevos 4 x 100 m y 4 x 400 m.
Obtuvo el mayor éxito de su carrera deportiva en los Juegos Olímpicos de Helsinki 1952, donde hizo doblete ganando en 100 y 200 metros. En los 100 m igualó el récord mundial de la holandesa Fanny Blankers-Koen con 11,5 mientras que en los 200 m batió el récord mundial con 23,4 El anterior récord de esta prueba lo tenía la polaca Stanislawa Walasiewicz desde hacía 17 años con 23,6
Con su hazaña de Helsinki se convetía en la primera mujer australiana que ganaba una medalla de oro en atletismo, y la primera persona (hombre o mujer) en hacerlo desde 1896. Fue la precursora de Betty Cuthbert, campeona olímpica de 100 y 200 metros en Melbourne 1956.
El 4 de octubre de ese mismo año logró por fin batir el récord mundial de los 100 m al hacer 11,4 durante un encuentro atlético en la ciudad japonesa de Gifu.
En su última gran competición, los Juegos de la Commonwealth de Vancouver 1954 ganó tres medallas de oro, en 100 m, 200 m y relevos 4 x 100 m. Ese mismo año se retiró del atletismo.
En 1953 se había casado con Peter Nelson, un ciclista olímpico australiano. Cuando este murió de leucemia en 1977, Marjorie decidió dedicarse a luchar contra esta enfermedad, y fundó la Peter Nelson Leukaemia Research Fellowship, dedicada a recoger fondos para la investigación ciéntífica y la atención a los enfermos.
En 1998 fue elegida por el Comité del Bicentenario de Australia como una de las "200 grandes personalidades australianas" (y una de las 20 que aun quedaban vivas), con motivo de las celebraciones por el bicentenario de Australia. 
Fue miembro del Comité Organizador de los Juegos Olímpicos de Sídney 2000, y portadora de la bandera olímpica en la ceremonia inaugural de dichos juegos. 
El 3 de noviembre de 2001 fue elegida gobernadora de Australia del Sur, provincia limítrofe con Nueva Gales del Sur y cuya capital es Adelaida.

## Marcas personales
100 metros - 11,4 (Gifu, 1952)

200 metros - 23,4 (Helsinki, 1952)
| Predecesora: Fanny Blankers-Koen | Campeona Olímpica de 100 metros Helsinki 1952 | Sucesora: Betty Cuthbert |
| Predecesora: Fanny Blankers-Koen | Campeona Olímpica de 200 metros Helsinki 1952 | Sucesora: Betty Cuthbert |

- Datos: Q240073
- Multimedia: Marjorie Jackson-Nelson / Q240073